# ジョン・オーガスト
ジョン・オーガスト（John August, 1970年8月4日 - ）は、アメリカ合衆国の脚本家、映画監督である。ティム・バートンとのコラボレーションで知られる。

## 私生活
コロラド州ボルダーで生まれ育つ。出生名はジョン・メイズ（John Meise）である。アイオワ州デモインのドレイク大学でジャーナリズムの学位を取得し、さらに南カリフォルニア大学で映画のMFAを取得した。ロサンゼルスに住んでおり、カリフォルニア州での同性愛者の結婚が解禁された後の2008年6月28日にパートナーのマイケルと結婚した。

## キャリア
1999年の『Go』で脚本家デビューし、その後『チャーリーズ・エンジェル』（2000年）、『タイタンA.E.』（2000年）、『チャーリーズ・エンジェル フルスロットル』（2003年）を手掛ける。
2003年に脚本を書いたティム・バートンの『ビッグ・フィッシュ』が成功し、オーガストは英国アカデミー賞脚色賞などにノミネートされた。その後もバートンの『チャーリーとチョコレート工場』（2005年）、『ティム・バートンのコープスブライド』（2005年）の脚本を書いた。
2007年の『9-ナイン』で監督デビューを果たし、サンダンス映画祭で上映された。
2012年、再びティム・バートンと組んだ『フランケンウィニー』が公開された。

## フィルモグラフィ

### 映画
- Go Go (1999) 脚本・第2班監督・共同製作
- ブルー・ストリーク Blue Streak (1999) 脚本（クレジット無し）
- タイタンA.E. Titan A.E. (2000) 脚本、ベン・エドランド及びジョス・ウィードンと共同
- チャーリーズ・エンジェル Charlie's Angels (2000) 脚本
- ジュラシック・パークIII Jurassic Park III (2001) 脚本（クレジット無し）
- マイノリティ・リポート Minority Report (2002) 脚本（クレジット無し）
- チャーリーズ・エンジェル フルスロットル Charlie's Angels: Full Throttle (2003) 脚本・原案
- ランダウン ロッキング・ザ・アマゾン The Rundown (2003) 脚本（クレジット無し）
- ビッグ・フィッシュ Big Fish (2003) 脚本
- デート・ウィズ・ドリュー My Date with Drew (2004) ドキュメンタリー映画、本人役での出演
- チャーリーとチョコレート工場 Charlie and the Chocolate Factory (2005)
- ティム・バートンのコープスブライド Corpse Bride (2005) 脚本、パメラ・ペトラー及びキャロライン・トンプソンと共同
- 9-ナイン The Nines (2007) 脚本・監督
- アイアンマン Iron Man (2008) 脚本（クレジット無し）
- プリンス・オブ・ペルシャ/時間の砂 Prince of Persia: The Sands of Time (2010) 製作総指揮
- ダーク・シャドウ Dark Shadows (2012) 原案
- フランケンウィニー Frankenweenie (2012) 脚本

### テレビドラマ
- D.C. (2000) 脚本・共同製作総指揮